# Lycosa iranii
Lycosa iranii là một loài nhện trong họ Lycosidae.
Loài này thuộc chi Lycosa. Lycosa iranii được Mary Agard Pocock miêu tả năm 1901.